# Amerykanie pochodzenia haitańskiego
Amerykanie pochodzenia haitańskiego – obywatele lub rezydenci Stanów Zjednoczonych, których przodkowie pochodzą z Haiti, bądź też imigranci z tego kraju.
Najwięcej Haitańczyków żyje w południowych hrabstwach Florydy i w miastach takich jak Nowy Jork, Miami, Fort Lauderdale, West Palm Beach, Waszyngton, Filadelfia, Chicago i Boston. Populacja ta według oficjalnych danych liczy 530 897 osób. Liczba ta w rzeczywistości jest wyższa, gdyż bardzo wielu Haitańczyków przebywa w Stanach Zjednoczonych nielegalnie. W latach 60. i 70. XX wieku wielu Haitańczyków przybywało do USA z przyczyn politycznych, uciekając przed reżimem François Duvaliera, rządzącego wtedy na Haiti.

## Historia
Duże różnice między mniejszością bogatych i większością biednych imigrantów z Haiti nadal się utrzymują. Spory polityczne, reżim, znacząca korupcja i represje wobec przeciwników w czasie rządów Duvaliera sprawiły, iż wielu mieszkańców wyspy udawało się do USA w poszukiwaniu lepszego życia. Większość imigrantów przybyła na Florydę w latach 70. XX wieku. Migracje te rozpoczęły się od opuszczenia Haiti przez francuskich osadników. Dziś najwięcej Haitańczyków w USA mieszka właśnie na Florydzie. W 2000 półwysep zamieszkiwało 182 224 urodzonych na Haiti członków tej społeczności oraz duża liczba ich dzieci, urodzonych już w USA. Nowy Jork posiada drugą co do wielkości populację Haitańczyków urodzonych poza granicami Stanów – 125 475. Haitańczycy często próbują dostać się do USA nielegalnie. Łapani przez Straż Wybrzeża Stanów Zjednoczonych są odsyłani na Haiti. Sytuacja ta doprowadziła do wielu protestów grup obrońców praw człowieka. Domagają się oni traktowania Haitańczyków w taki sam sposób, jak traktuje się Kubańczyków, którzy bez większych problemów uzyskują azyl.

## Kultura i profil społeczności
Haitańczycy mieszkający w USA zachowują swoją kulturę i zwyczaje, czego przykładem może być używanie języka haitańskiego. Widać to zwłaszcza w miejscach, które zamieszkują duże ich grupy. Najbardziej znaną etniczną enklawą jest Little Haiti w Miami. Wielu Haitańczyków zamieszkuje również Nowy Jork – głównie na Brooklynie i Long Island. Dużą społeczność haitańską ma także Boston.
Haitańczycy pracują głównie w sektorze usługowym, prowadzą własne sklepy, restauracje (oferujące głównie dania kuchni haitańskiej, ale też i innych kuchni latynoskich), zakłady fryzjerskie i warsztaty samochodowe. Przedstawiciele drugiej generacji (ludzie urodzeni w haitańskich rodzinach, ale już na terenie USA) generalnie zarabiają lepiej i są bardziej wykształceni niż przedstawiciele pierwszej generacji Haitańczyków.